# Чесменское сельское поселение (Воронежская область)
Чесменское сельское поселение — муниципальное образование Бобровского района Воронежской области России.
Административный центр — село Чесменка.

## Население
| 2000  | 2005  | 2010  | 2012  | 2013  | 2014  | 2015  | 2016  | 2017  |
| ----- | ----- | ----- | ----- | ----- | ----- | ----- | ----- | ----- |
| 1370  | ↘1217 | ↘1112 | ↘1090 | ↘1082 | ↘1070 | ↗1130 | ↗1159 | →1159 |
| 2018  | 2019  | 2020  | 2021  |       |       |       |       |       |
| ↘1150 | ↘1130 | ↘1100 | ↘1085 |       |       |       |       |       |

## Административное деление
Состав поселения:
- село Чесменка,
- поселок Пятилетка 2-я.